# مقاطعة أقسو
مقاطعة أقسو (بالأذرية: Ağsu rayonu)‏ هي إحدى مقاطعات أذربيجان. يقدر عدد سكانها بـ 65,900 نسمة ومساحتها 1,020 كم2 .